# Regierung Neergaard II
Die Regierung Neergaard II (dän. regeringen Neergaard II)  unter Ministerpräsident Niels Neergaard war vom 5. Mai 1920 bis zum 9. Oktober 1922 die Regierung Dänemarks. Amtierender König war Christian X.
Die Regierung Neergaard II war die 30. dänische Regierung seit der dänischen Märzrevolution und die erste gewählte Regierung nach der Osterkrise. Sie wurde von der Venstre gestellt, dabei diente der ehemalige Ministerpräsident Klaus Berntsen als Verteidigungsminister. Der in der vorigen, geschäftsführenden Regierung Friis  eingeführte Posten eines Sozialministers wurde abgeschafft. Das Kabinett setzte sich aus den folgenden Ministern zusammen:
- Ministerpräsident und Finanzminister: Niels Th. Neergaard
- Außenminister: Harald Scavenius
- Innenminister:

Sigurd Berg bis zum 11. Juli 1921, ab dem 18. Juli 1921
O.C. Krag, bis zum 18. Juli 1921
- Justizminister: Svenning K.N. Rytter
- Bildungsminister: J.C.L. Appel
- Kirchenminister:

J.C. Christensen bis zum 15. August 1922, danach
J.C.L. Appel
- Verteidigungsminister: Klaus Berntsen
- Minister für öffentliche Arbeiten: M.N. Slebsager
- Landwirtschaftsminister: Th. Madsen-Mygdal
- Handelsminister: Tyge J. Rothe

## Quelle
- Statsministeriet: Regeringen Neergaard II